# Grande Mesquita de Ispaã
A Grande Mesquita de Isfahan, de Ispaã(pt-BR) ou de Ispaão(pt-PT?) (em persa: مسجد جامع اصفهان; romaniz.: Masjed-e-Jāmeh Isfahān) é a maior mesquita congregacional (jameh) da cidade de Isfahan, na homônima do Irã. A mesquita é o resultado de uma construção contínua com reconstruções, adições e renovações que duraram desde 771 até o final do século XX. O Grande Bazar de Isfahan encontra-se a sudeste da mesquita.

## UNESCO
A UNESCO inscreveu Masjed-e Jāme’ de Isfahan como Patrimônio Mundial por "ser uma ilustração impressionante da evolução da arquitetura de mesquitas com o passar dos anos, começando em 841 d.C. É a mais velha construção deste tipo no Irã e serviu como protótipo para muitas outras mesquitas da Ásia Central."

## Galeria

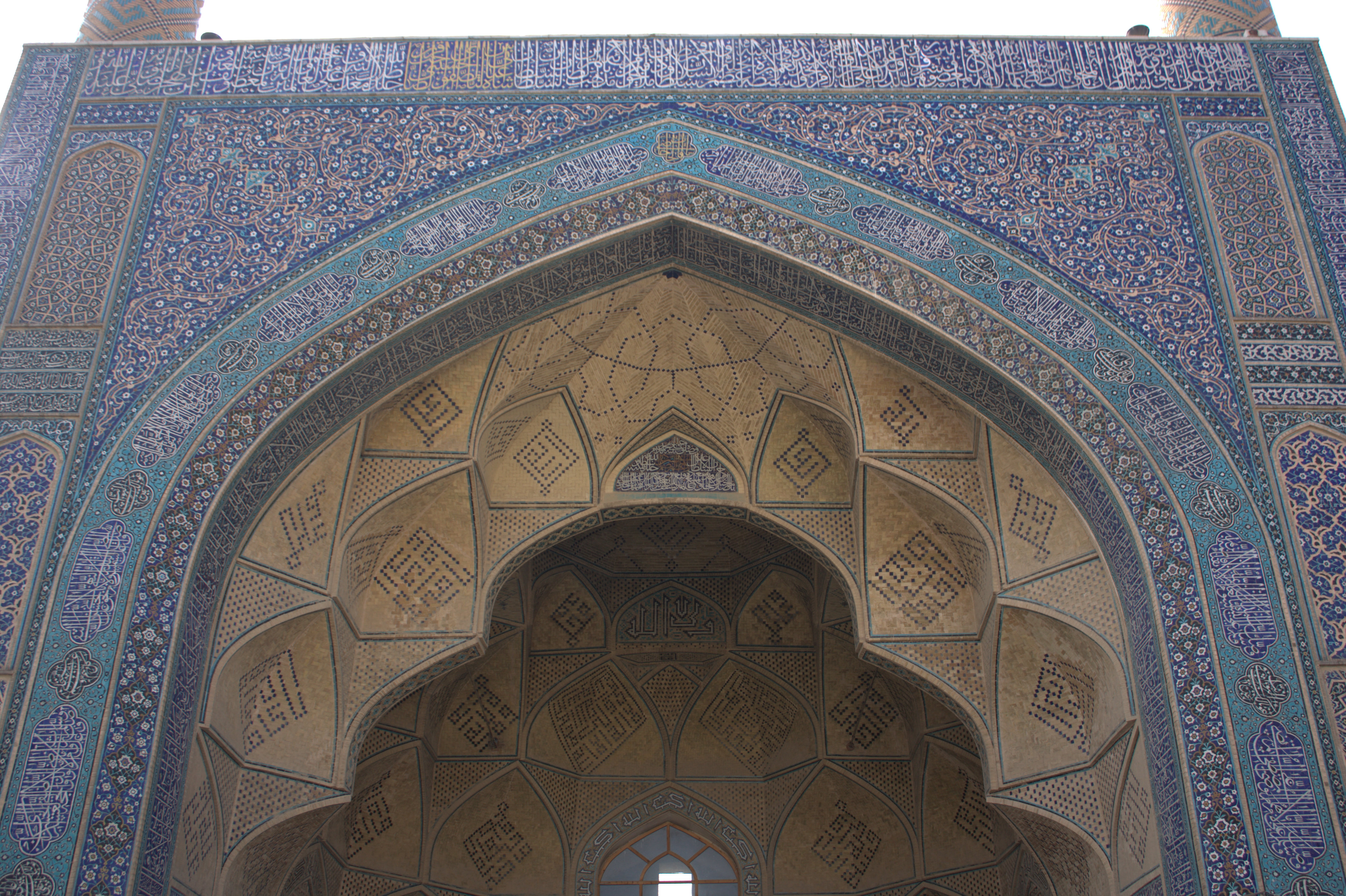
Pormenor de azulejaria
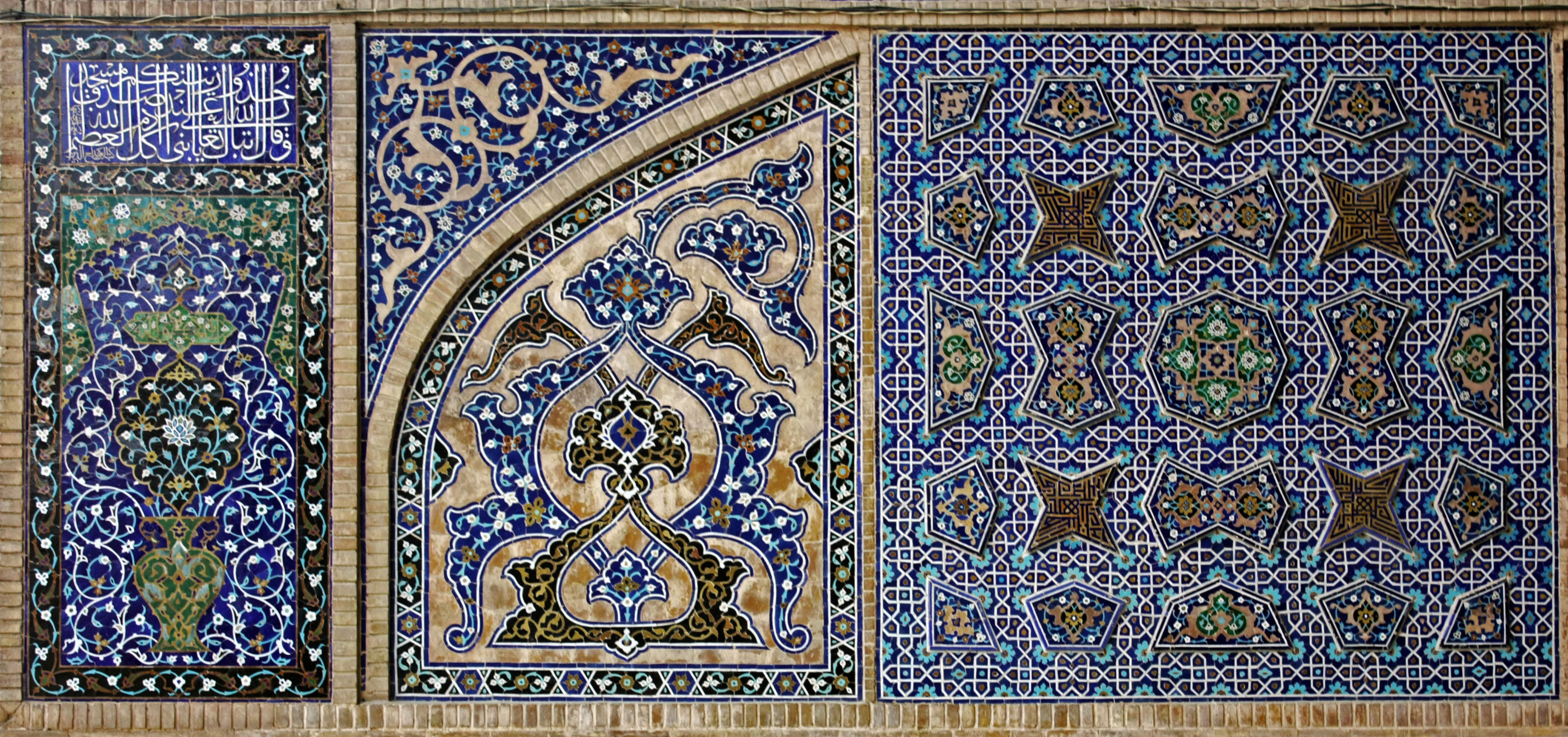
Caligrafia
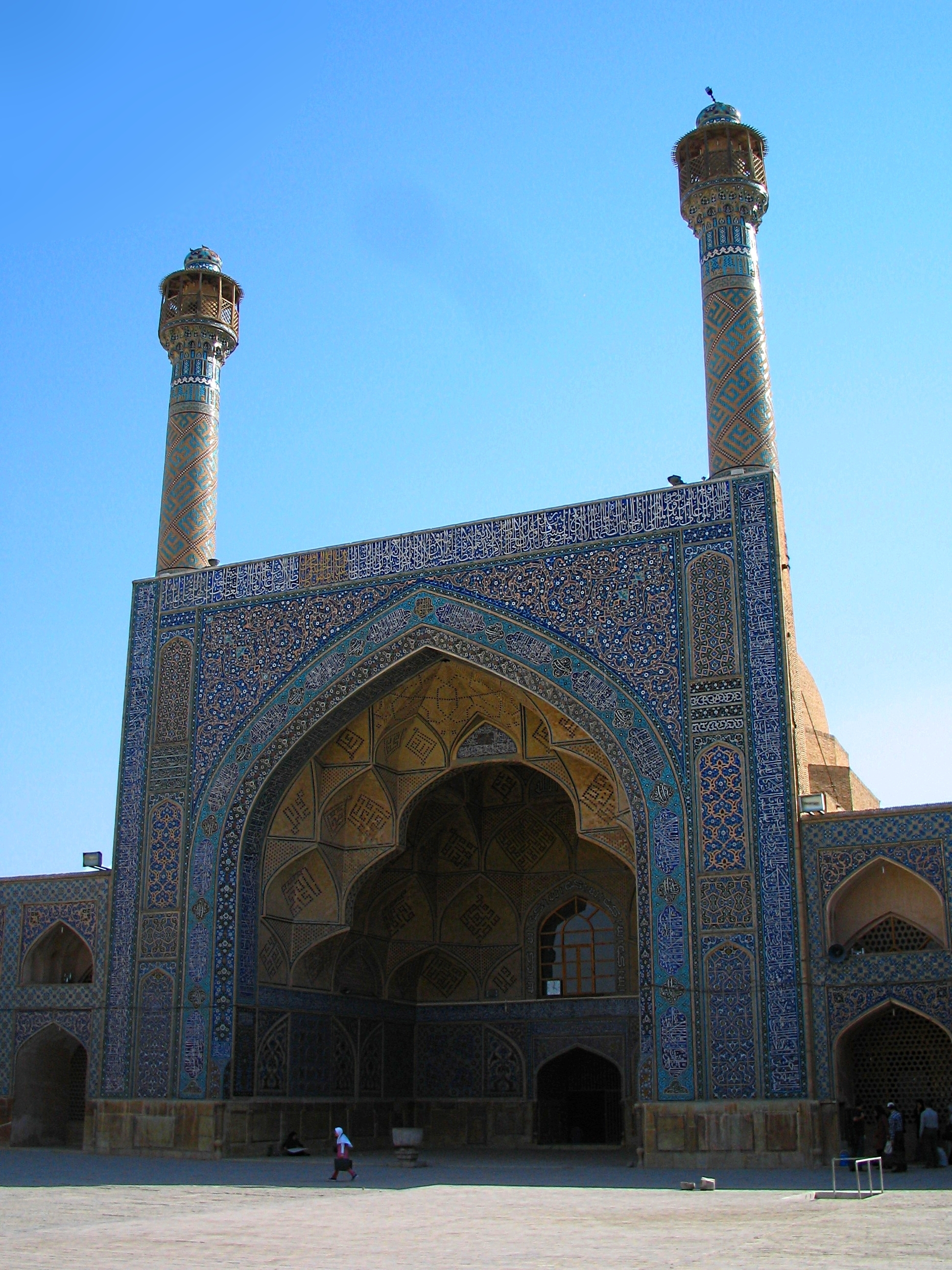
Pormenor do iwan do lado sul.
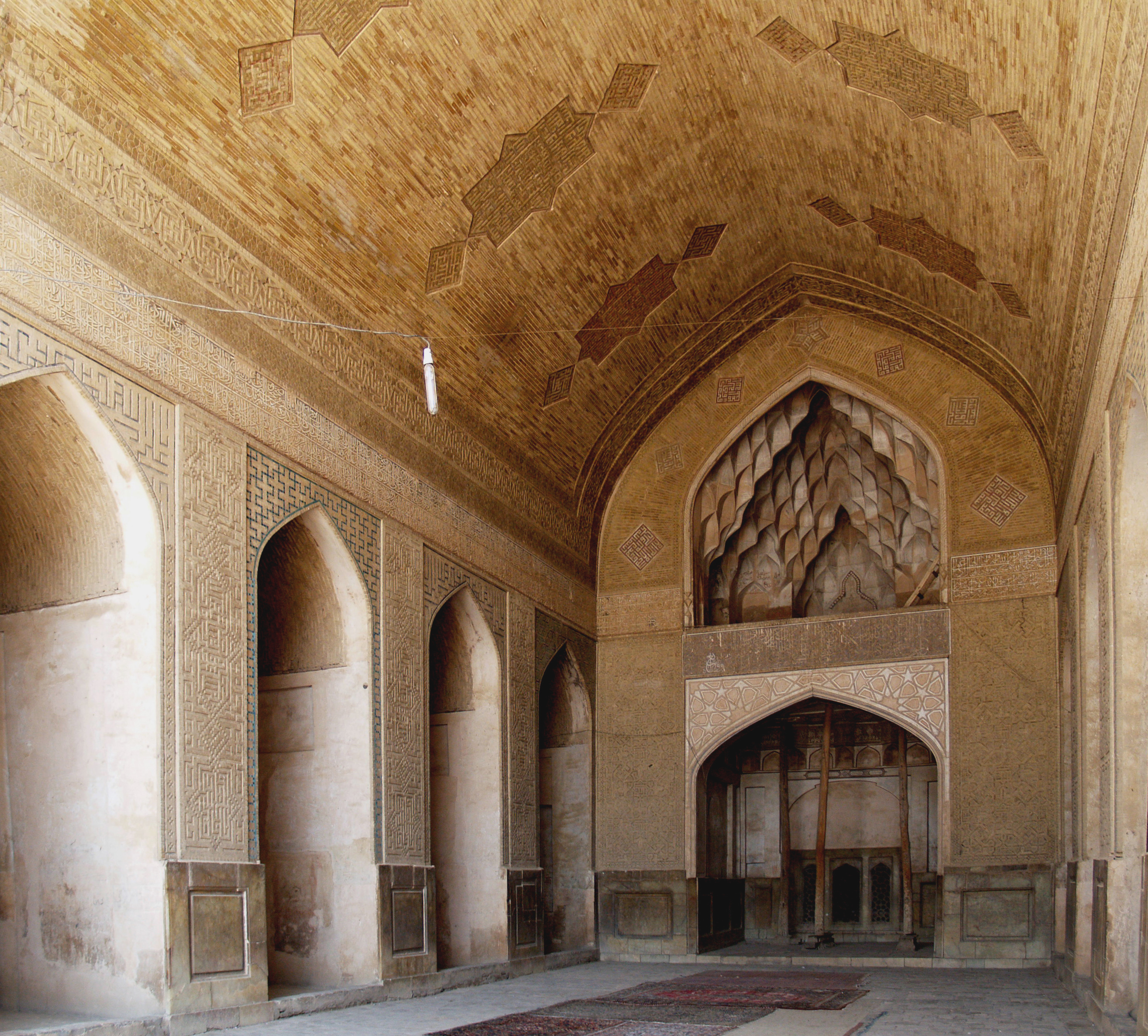
Sala de oração, época seljúcida
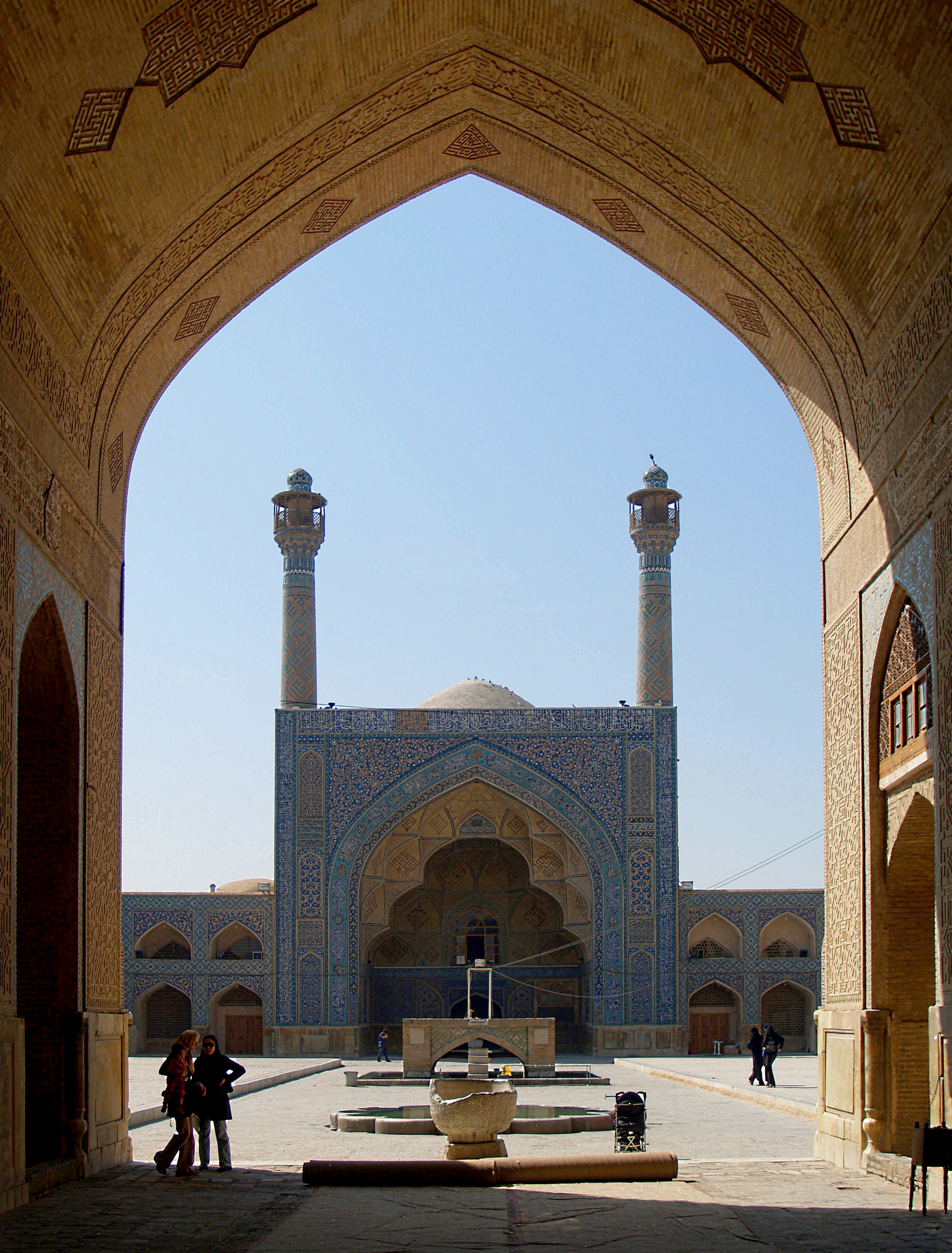
Iwan do lado sul, visto do arco norte
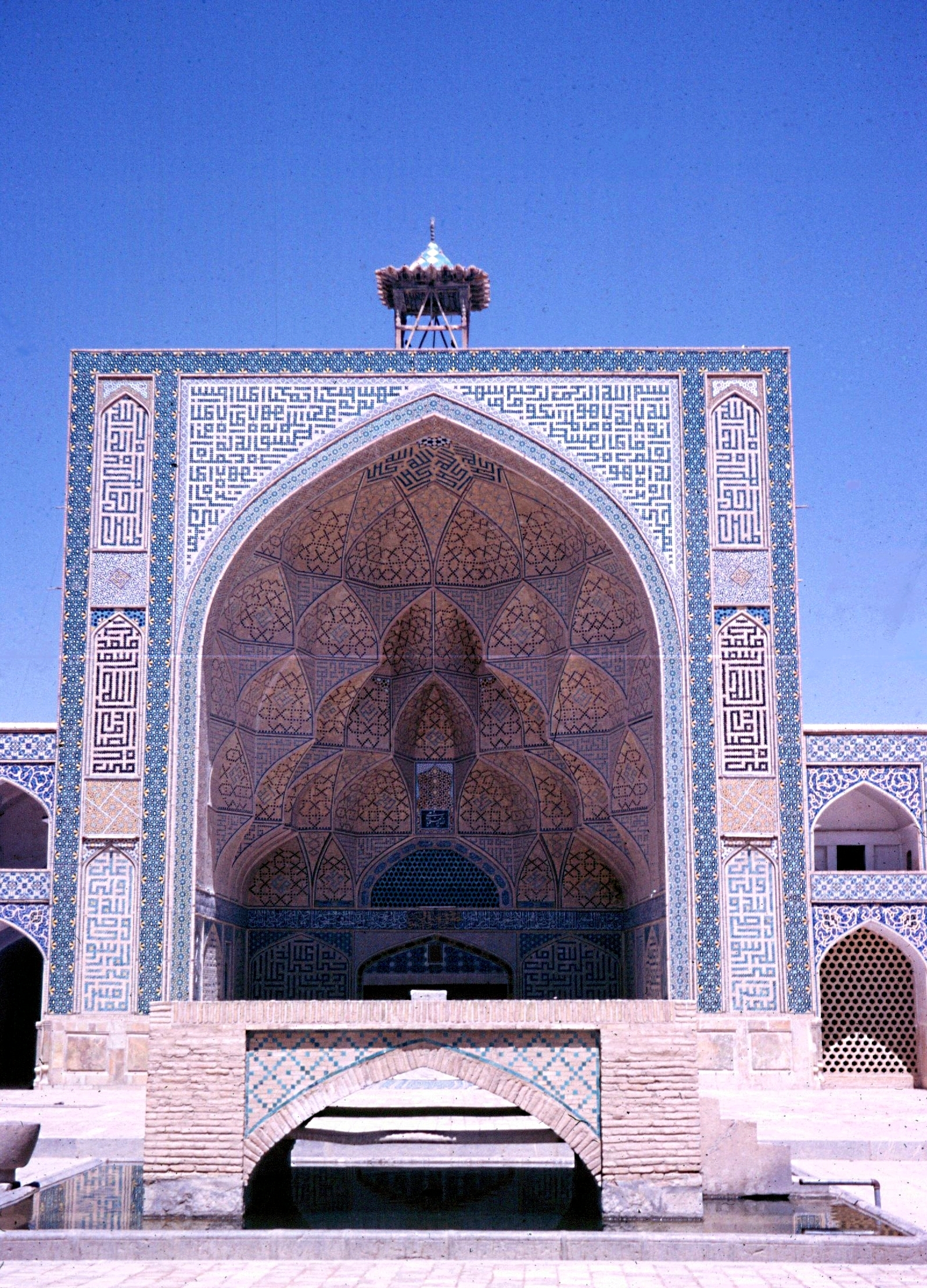
1962 - foto do iwan.
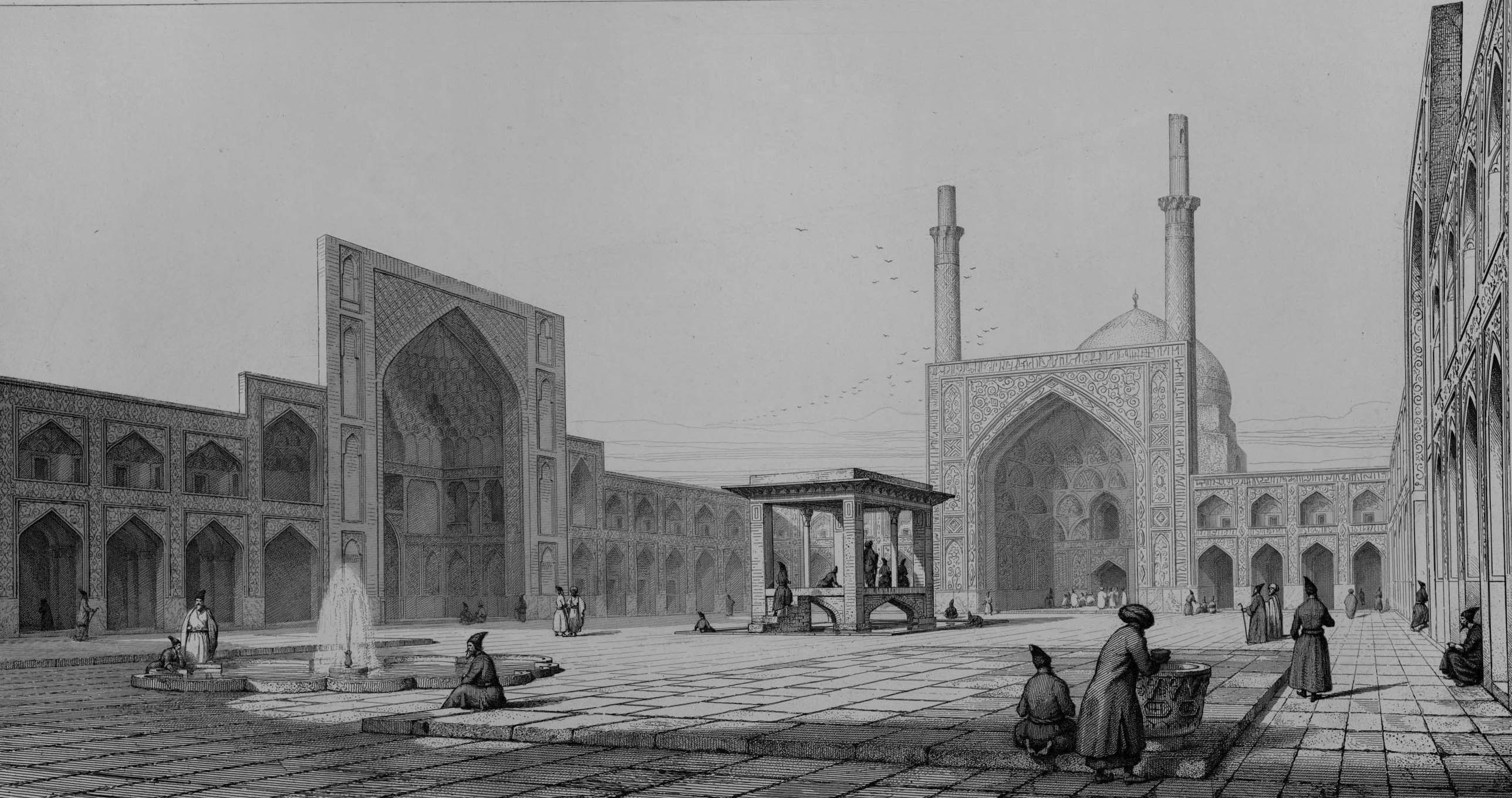
em 1840
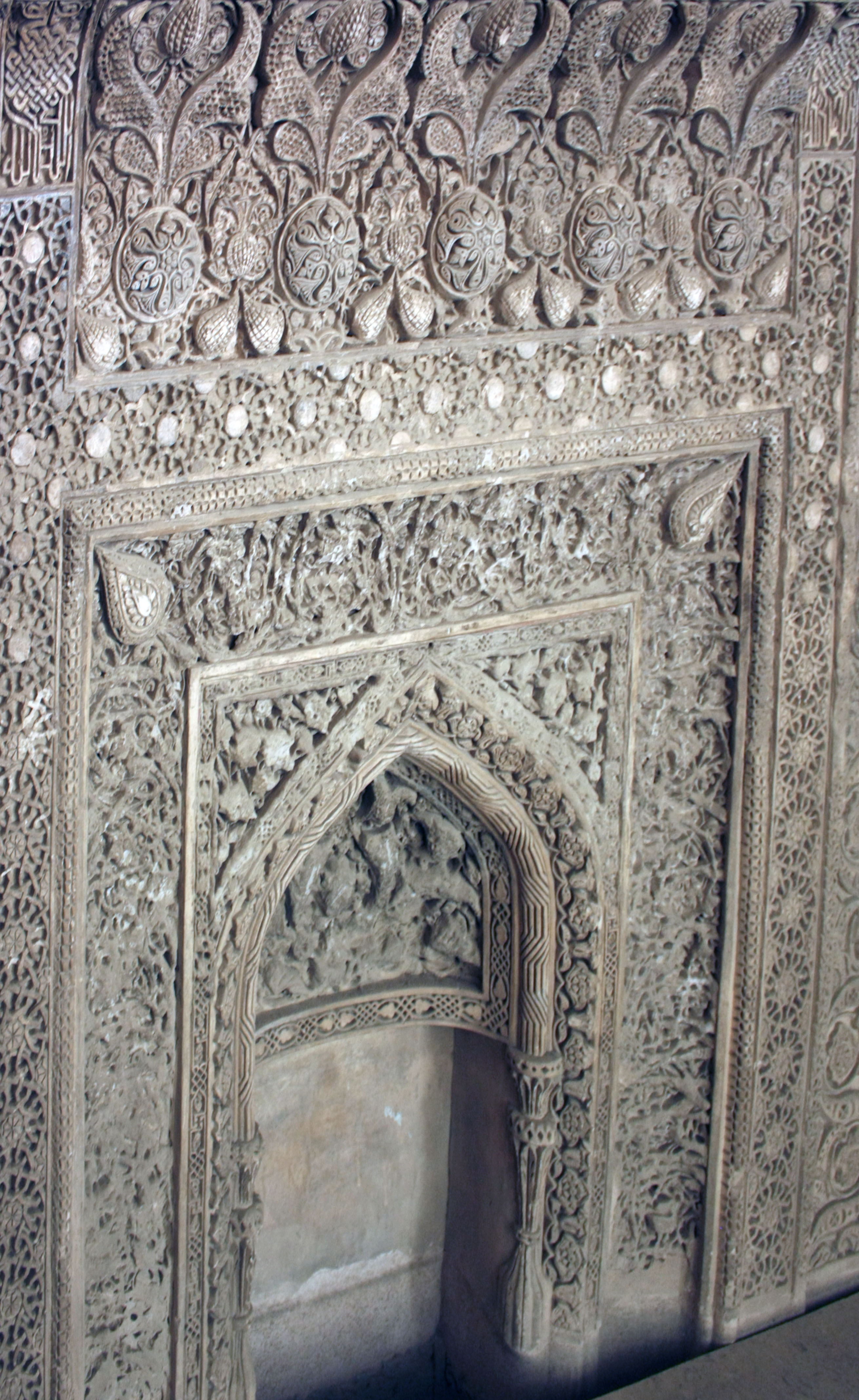
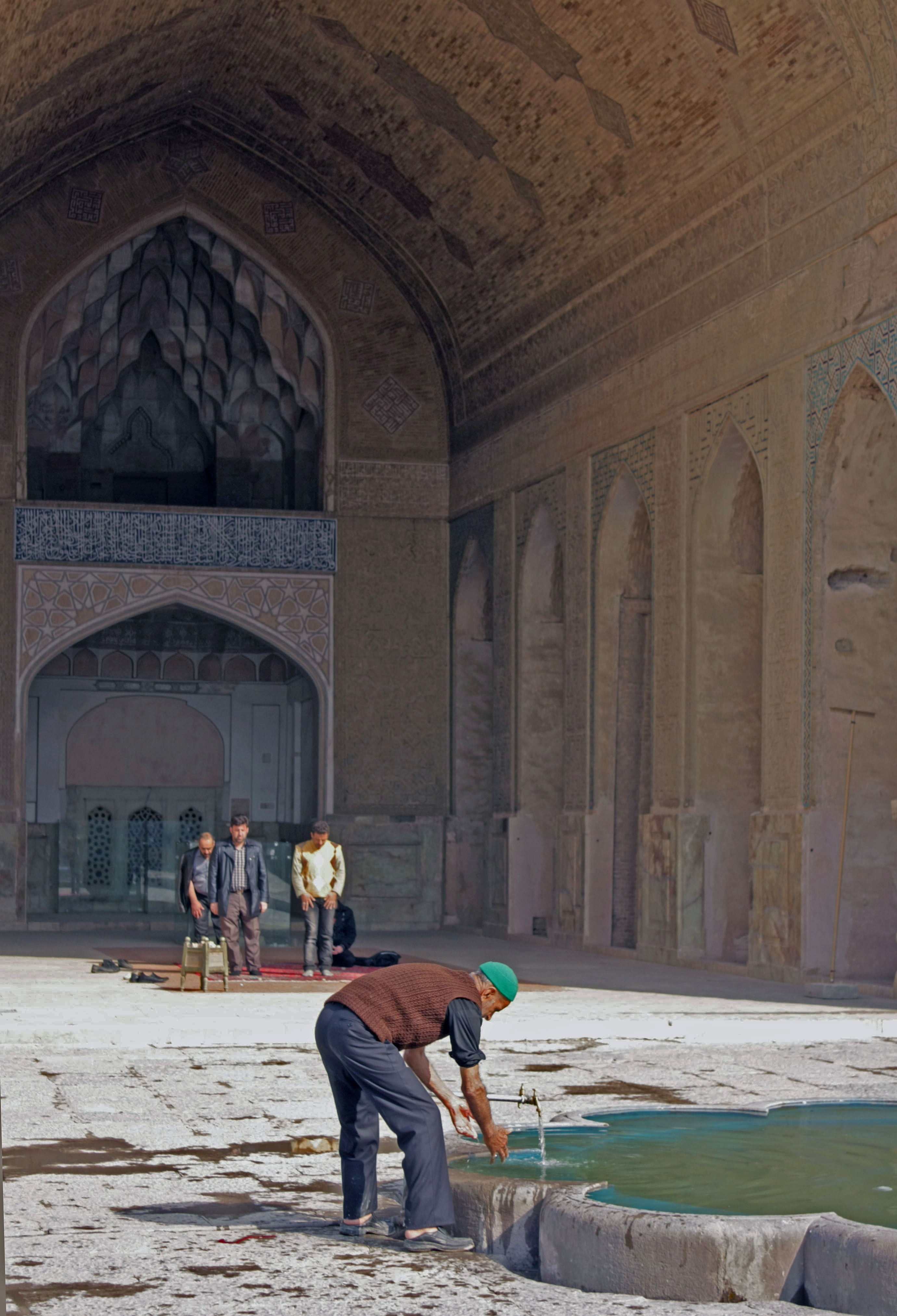